# 튀르크 납치

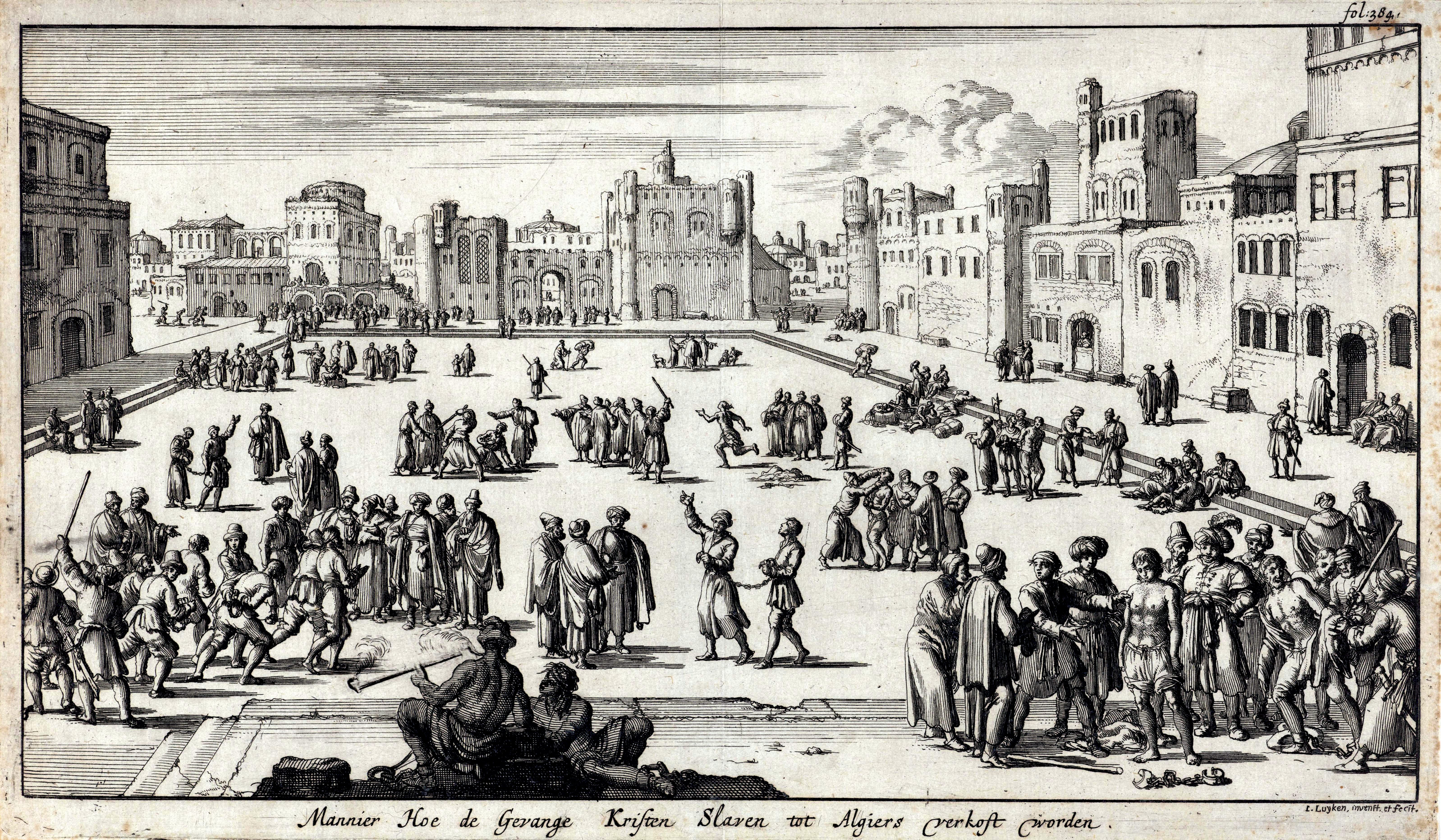
오스만 제국령 알제리의 알제에서 노예 시장에서 팔리는 유럽인들, 1684년

튀르크 납치(아이슬란드어: Tyrkjaránið)는 바르바리 해적들이 1627년 여름 아이슬란드에서 벌인 일련의 노예 사냥이다.
당시 "튀르크"는 민족 튀르키예인이나 튀르키예, 또는 일반적인 튀르크족을 가리키는 것이 아니다. 당시에는 오스만 제국 출신이거나 오스만 제국의 신민이 대부분이었기 때문에 지중해의 모든 무슬림을 가리키는 일반적인 용어였다.
해적들은 알제와 살레 출신이었다. 그들은 그린다비크, 동피오르, 그리고 베스트만나에이야르를 습격했다. 약 50명이 사망했고 거의 400명이 잡혀 노예로 팔려갔다. 9년에서 18년 후에 결국 몸값이 지불되어 50명의 개인이 돌아올 수 있었다.

## 습격

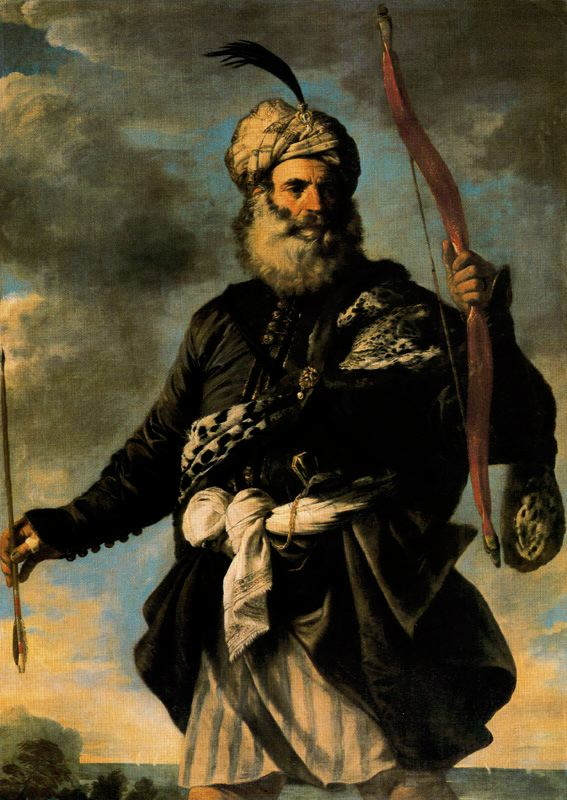
바르바리 해적

1627년의 습격이 처음은 아니었다. 1607년에도 아이슬란드와 페로 제도는 바르바리 해적의 노예 습격을 받아 수백 명이 북아프리카의 노예 시장으로 끌려갔다.
1627년, 바르바리 해적은 두 그룹으로 나누어 아이슬란드에 왔다. 첫 번째 그룹은 살레 출신이었고, 한 달 뒤에 온 두 번째 그룹은 알제 출신이었다. 살레 그룹의 지휘관은 해적에게 포로로 잡힌 후 해적이 된 무라트 레이스라는 이름으로 알려진 네덜란드인이었다.

### 그린다비크
살레 그룹은 1627년 6월 20일 어촌 그린다비크를 습격했다. 그들은 12명에서 15명의 아이슬란드인과 비슷한 수의 덴마크인 및 네덜란드 선원을 잡았다. 그린다비크 출신 두 명이 사망했다. 그들은 두 척의 배를 나포하고 세 번째 배를 약탈했다.
배들은 덴마크-노르웨이의 아이슬란드 총독의 거주지인 베사스타디르를 습격하기 위해 항해했지만 상륙할 수 없었다. 그들은 지역 요새(베사스타다스칸스)의 대포 공격과 남부 반도에서 급히 소집된 창병 그룹에 의해 좌절되었다고 전해진다.
그들은 집으로 돌아가 살레의 노예 시장에서 포로들을 팔았다.

### 동피오르

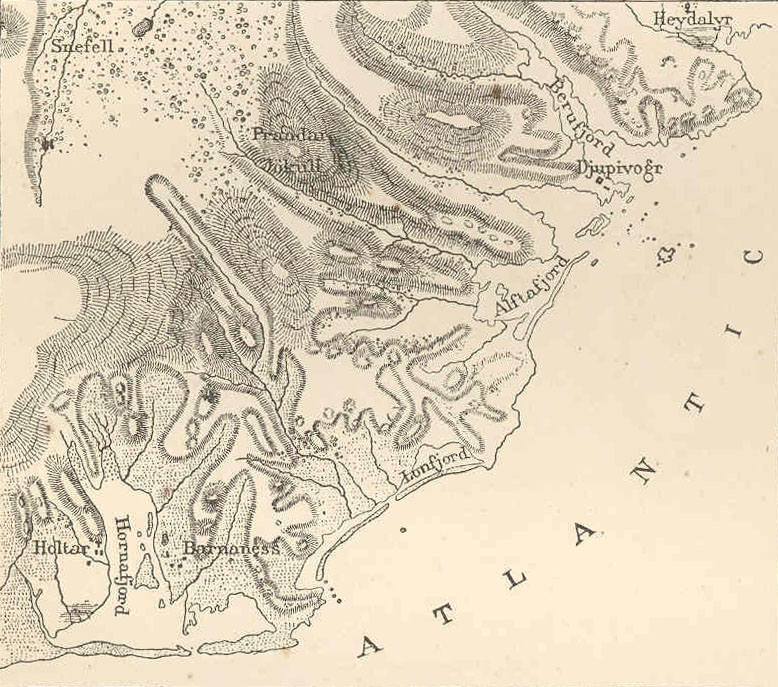
아이슬란드 남동부의 피오르

알제 출신인 두 번째 습격자 그룹은 1627년 7월 5일부터 13일까지 동피오르에서 약탈했다. 그들은 덴마크 상선을 나포하고 침몰시켰다.
총 110명의 아이슬란드인이 잡혔고, 주로 베루피요르뒤르와 브레이달루르 출신이었으며, 나포된 덴마크 상선의 선원도 포함되었다. 그들은 또한 가축, 은, 기타 물품을 가져갔다.
파스크루즈피요르뒤르 북쪽에서 강한 바람을 만나 방향을 돌려 아이슬란드 남쪽 해안을 따라 항해하기로 결정했다. 다른 해적선이 합류했고, 그들은 또한 영국 어선을 나포했다.

### 베스트만나에이야르 제도
남쪽 해안을 따라 항구나 상륙지가 없었기 때문에 세 척의 배는 결국 7월 16일 해안에서 떨어진 섬 그룹인 베스트만나에이야르에 도착했다. 그들은 마을과 헤이마에이를 3일 동안 습격하여 234명을 잡고 34명을 죽였는데, 여기에는 섬의 목사 중 한 명도 포함되었다. 저항하는 사람들은 죽임을 당했고, 나이 많거나 병든 사람들도 마찬가지였다. 시장 건물과 교회는 불태워졌다. 7월 19일, 배들은 베스트만나에이야르를 떠나 알제로 돌아갔다.

## 바르바리에서의 삶
알제에 도착하자 포로들은 감옥에 수용되었다. 그곳에서 "...우리를 보기 위해 수많은 사람들이 몰려왔는데, 우리는 그들에게 희귀한 유형의 사람들이었기 때문이다. 그곳의 많은 이교도 여성들, 흑인과 백인 모두 우리를 가엾게 여기며 머리를 흔들고 눈물을 흘렸다. 일부는 아이들에게 빵을 주었고, 일부는 작은 동전을 주었다." 그런 다음 도시 국가의 사령관이 자신을 위해 몇 명의 개인을 선택했고, 나머지는 노예 시장에서 팔렸다.
아프리카에 도착한 후 많은 사람들이 질병으로 사망했다. 거의 100명의 개인이 이슬람으로 개종했는데, 대부분 젊은 사람들이었다. 8년 후에도 여전히 기독교인이었던 아이슬란드인은 70명으로 기록되었다.
포로들이 쓴 몇 통의 편지가 아이슬란드에 도착했다. 동부 지역 출신의 포로 구토르무르 할손은 1631년 바르바리에서 쓴 편지에서 다음과 같이 말했다. "여기 주인들 사이에는 큰 차이가 있다. 어떤 포로 노예는 좋거나 부드럽거나 보통의 주인을 만나지만, 어떤 불행한 사람들은 야만적이고 잔인하고 냉혹한 폭군을 만나 결코 그들을 학대하는 것을 멈추지 않으며, 아침부터 밤까지 적은 옷과 음식으로 쇠사슬에 묶여 힘든 노동을 강요받는다."

## 귀환

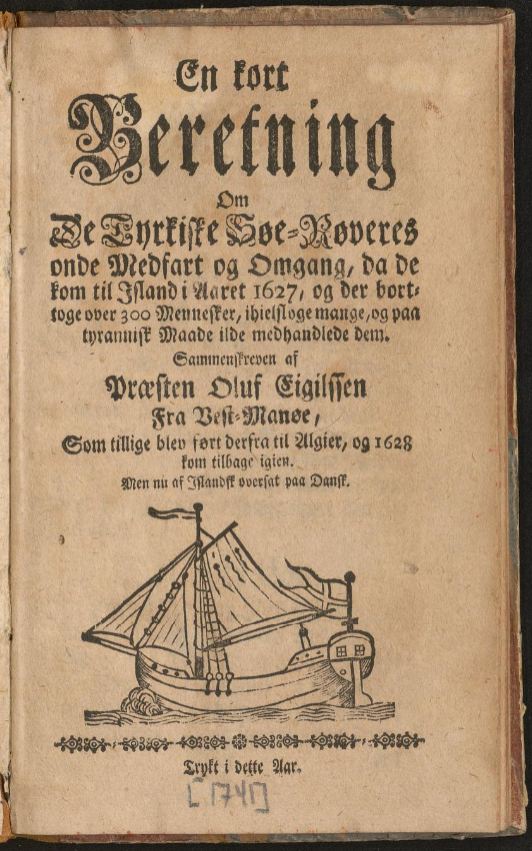
올라퓌르 에이일손의 경험에 대한 책.

베스트만나에이야르의 목사였던 올라퓌르 에이일손은 알제에서 몸값을 지불할 돈을 모으기 위해 풀려났다. 그는 결국 코펜하겐에 도착했다. 자금 모금은 더뎠다.
두 차례에 걸쳐 알제에 몸값을 가지고 간 사람들은 포로들을 배신하고 그 돈으로 유럽에서 다시 거래할 물건을 구매했다. 한 편지는 고통을 설명한다.
...두 번이나 알제에 몸값을 가지고 왔던 사람들이 대신 자신들의 이익을 위해 거래에 사용하고 우리의 자유를 훔쳤다는 것을 아는 것, 그들은 아무도 해방시킬 수 있다고 인정하지 않았고, 심지어 그렇게 하기 위해 여기에 왔다는 사실조차 인정하지 않았다. 대신 그들은 우리의 자비로운 주인인 왕에게 하나님의 이름으로 우리의 자유를 청원하라고 말했고, 그리고 그들은 순진하고 가난한 사람들에게 달콤한 말로 가득 채우고 가죽과 설탕 상자를 가지고 떠났고, 거짓말의 연기만 남겼다.
첫 번째 주요 몸값은 납치 9년 후에 지불되었으며, 34명의 아이슬란드인이 알제에서 돌아왔다. 돌아오는 길에 6명이 사망했고, 한 명은 글뤼크슈타트에 남겨졌다. 다른 몇몇은 다른 방법으로 돌아왔다. 1645년, 추가로 8명을 위해 몸값이 지불되었고, 그들은 코펜하겐으로 돌아왔다. 총 50명이 자유를 얻었지만, 모두 아이슬란드로 돌아온 것은 아니다.
가장 주목할 만한 포로는 구드리두르 시모나르도티르였다. 그녀는 아이슬란드로 돌아와 나중에 아이슬란드의 가장 유명한 시인 중 한 명인 할그리무르 페투르손과 결혼했다.

## 유산
아이슬란드에서 튀르크 납치는 주요 사건으로 여겨지며 여전히 자주 논의되지만, 아이슬란드 밖에서는 이 사건이 거의 알려져 있지 않다. 당시 이 사건에 대해 여러 가지 자세한 저술이 있었는데, 주요 저작으로는 올라퓌르 에이일손의 이야기(Reisubók Ólafs Egilssonar) (영문: Ólafur Egilsson's travelogue)가 있다. 이 책은 2008년에 영어로 번역 출판되었다. 이 납치는 당시 아이슬란드의 "죄스러운" 생활 방식에 대한 신의 처벌로 여겨졌다. 이는 근대에 아이슬란드에 대해 인명 피해를 야기한 유일한 무력 원정이다.

## 주요 출처
- Tyrkjaránið á Íslandi, 1627, Sögurit, 4 (Reykjavík: Sögufélag, 1906–9)
- The Travels of Reverend Ólafur Egilsson (Reisubók Séra Ólafs Egilssonar): The story of the Barbary corsair raid on Iceland in 1627 (보관됨 2014-01-06 - 웨이백 머신), trans. by Karl Smári Hreinsson and Adam Nichols (The Catholic University of America Press, 2016), ISBN 978-0813228693